# دوبلیه، سویلایناتس
دوبلیه (به صربی: Dublje) یک روستا در صربستان است.